# ハードボイルド (1997年の映画)
ハードボイルド（HARD BOILED）は1997年にギャガ・コミュニケーションズより制作された竹内力主演のVシネマ。監督は金澤克次。

## あらすじ
スクールバス運転手・桐生辰夫は運転中にヤクザ菊田組の組員にからまれ、暴力を受け金銭を要求される。激高した桐生はボクサー金子、コールガールきわたちを巻き込んで、やがて菊田組との全面抗争に発展する。

## キャスト
桐生辰夫
演 - 竹内力
聖泉女子高等学校のスクールバス運転手。33歳。妻子とともにマンションに暮らしており平凡な生活だが、どこか鬱屈した日々を送っていた。菊田組に因縁をつけられ、学校職員にも被害が出るようになり、ついに激高してヤクザ組員を呼び出しコーラの瓶で半殺しにした。職場や妻子を捨てて金子、きわ達と合流し菊田組を壊滅させた。金子のボクシングマッチ後に菊田と出会い、別れた後に菊田が射殺される場面を見届ける。
金子裕司
演 - モロ師岡
中年ボクサー。36歳。すでに全盛期はすぎておりボクシングジムでは試合を組まれず、自力で試合に出るため1500万円の興行権を購入しようとカツアゲを繰り返している。桐生達と合流後に賭博場襲撃で得た金で、後楽園ホールでフェザー級のボクシング試合に出場する。勝敗は不明だが、試合後に救急車で運ばれるところを桐生に見送られる。
きわ
演 - 野本実穂乃
コールガール。菊田組の運営する闇格闘技賭博場で売春をしている。金を返せなくなりつかまり、組の事務所に連れ去られそうになるところを桐生と逃げ出す。桐生、金子と共に賭博場を襲撃し運営金を強奪した。桐生達と別れその金で台湾に逃げて賭博を続けようとしていたが、スミオにつかまり菊田組に拉致されレイプされる。桐生が菊田組を襲撃した際に銃で応戦するが、スミオに打ち殺される。
菊田
演 - 峰岸徹
巨大暴力組織「菊田組」の組長。牛乳が好物。派手なスーツを着ており普段は上機嫌だが、敵対者や部下を情け容赦なく襲いかかり、拷問や臓器売買等も行っている。おじ貴分だがいろいろ命令を出すイワイをうっとうしく思っており、我慢できず組の事務所で射殺する。桐生の襲撃の際は日本刀で刺し違える。その後、東京ドーム前で桐生と再開し別れたが、その直後走ってきた男に近距離から射殺された。
スミオ
演 - 土平友厚
菊田に呼ばれたヒットマン。スキンヘッドで知的障害があるのか言葉を話さない。容赦なく桐生たちに襲い掛かり苦しめるが、菊田組への襲撃の際に撃ち合いになり桐生に射殺される。
キジマ
演 - 平賀雅臣
菊田組の構成員。菊田の言うことを忠実にきいて組を運営しているが、菊田の容赦ない姿に常に恐れている。賭博場の運営金を奪われた責任で、菊田より指2本を詰めさせられる。桐生が菊田組を襲撃した際に、スミオの流れ弾で死亡する。
イワイ
演 - 港雄一
菊田のおじ貴分。菊田により組の事務所で首を撃たれて殺される。
りえ
演 - 大島優子
桐生の娘。むすっとした不気味な表情の桐生の似顔絵を描く。桐生と別れる際に「いってらっしゃい」と手を振って見送った。
- 聖泉女子高等学校の事務長：並木史朗
- 賭博場の客：森羅万象

## スタッフ
- 製作： GAGA PRODUCTIONS/ クリエイティブアクザ
- プロデューサー： 千葉善紀, 木村俊樹
- 脚本： 橋本浩介
- 監督：金澤克次
- 撮影：佐藤徹
- 照明：矢部一男
- 録音：沼田和夫
- 編集：金子尚樹
- キャスティング： 綿引近人
- 記録：岡田真理
- 協力：東映化工, TOVIC, 日本コダック, NAC, 福島音響, 日本照明, スーパードライバーズ, グリフィス, フイルムクラフト, 山崎美術, L.A. TOP GUN ART, REVLON, 角海老ボクシングジム